# Gisela Schibli
Gisela Schibli (* 25. Juni 1994) ist eine ehemalige Schweizer Unihockeyspielerin, die beim Nationalliga-A-Verein UHC Laupen unter Vertrag stand.

## Karriere

### Verein
Schibli stammt aus dem Nachwuchs von TSV Jokerit Birmensdorf. Später wechselte sie in den Nachwuchs vom UHC Dietlikon, wo sie 2010 ihr Debüt in der Swiss Mobiliar League gab. Die U19-Internationale und primär Spielerin der U21-Mannschaft verliess den UHC Dietlikon 2013.
2013 wechselte Schibli vom UHC Dietlikon zum Nationalliga-A-Verein UHC Dietlikon zu Zug United. Mit Zug United konnte sie 2014 am Champions Cup teilnehmen. 2016 verlängerte Schibli ihren Vertrag mit Zug United um eine weitere Saison.
Nach vier Jahren bei Zug United schloss sich Schibli dem Nationalliga-B-Verein Hot Chilis Rümlang-Regensdorf an. Schibli unterschrieb für ein Jahr und verlängerte ihren Vertrag nach einem Jahr erneut.
Nachdem der UHC Laupen drei der vier besten Skorerinnen verlor, verpflichtet der Verein die Stürmerin aus der Nationalliga B.

### Nationalmannschaft
Schibli debütierte 2010 in einem offiziellen Spiel für die U19-Nationalmannschaft. Sie nahm mit der U19 an der Euro Floorball Tour 2010 und 2011 sowie am Polish Cup 2012 teil. Aufgrund ihrer Leistungen am Polish Cup wurde sie für die Weltmeisterschaft 2012 in der Slowakei selektioniert.